# Nefertiti
Nefertiti (ook wel Nefertete, Nofretete) was koningin van de 18e dynastie van Egypte en heerste als grote koninklijke vrouwe aan de zijde van Achnaton, de farao die over Egypte regeerde aan het begin van het Nieuwe Rijk, van 1352 v.Chr. tot 1338 v.Chr., tijdens de Amarna-periode. Haar naam Nefertiti betekent De schone is gekomen. Nefertiti dankt een groot deel van haar bekendheid aan haar buste die bewaard wordt in het Neues Museum in Berlijn.

## Titels
Nefertiti beschikte over de koninklijke titels:
- Erfprinses (iryt-p`t)
- Groot van lofprijzingen van Thoth (wrt-hzwt)
- Meesteres van gratie (nbt-im3t)
- Zoet van liefde (bnrt-mrwt)
- Hoofd koninklijke vrouwe, zijn geliefde (hmt-niswt-‘3t meryt.f)
- Grote koninklijke vrouwe, zijn geliefde (hmt-niswt-wrt meryt.f)
- Vrouwe van alle vrouwen (hnwt-hmwt-nbwt)
- Meesteres der twee landen (hnwt-t3wy)
- Vrouwe van Opper- en Neder-Egypte (hnwt-Shm’w-mhw)

## Afkomst
Haar afkomst is niet met zekerheid vastgesteld. Een hypothese zegt dat zij een dochter zou geweest zijn van Eje die na Toetanchamon vier jaar als farao zou geregeerd hebben maar daarvoor diverse hoge functies had bij zijn voorgangers. Volgens sommigen zou hij een broer of halfbroer geweest zijn van Teje, de Grote koninklijke vrouwe in de 18e dynastie van Egypte aan de zijde van farao Amenhotep III.
Volgens andere hypotheses was zij Tadukhipa een Hurritische prinses uit het koninkrijk Mitanni, de dochter van Tushratta. Deze hypothese wordt door vele onderzoekers echter als weinig waarschijnlijk afgedaan. Deze hypothese was gebaseerd op de naam van de koningin, die er op zou wijzen dat ze uit het buitenland was aangekomen, maar Nefertiti is wel degelijk een Egyptische naam zoals werd bevestigd door de Franse egyptoloog Jean Yoyotte die specificeert dat het een van de namen van de godin Hathor is.

## Levensloop

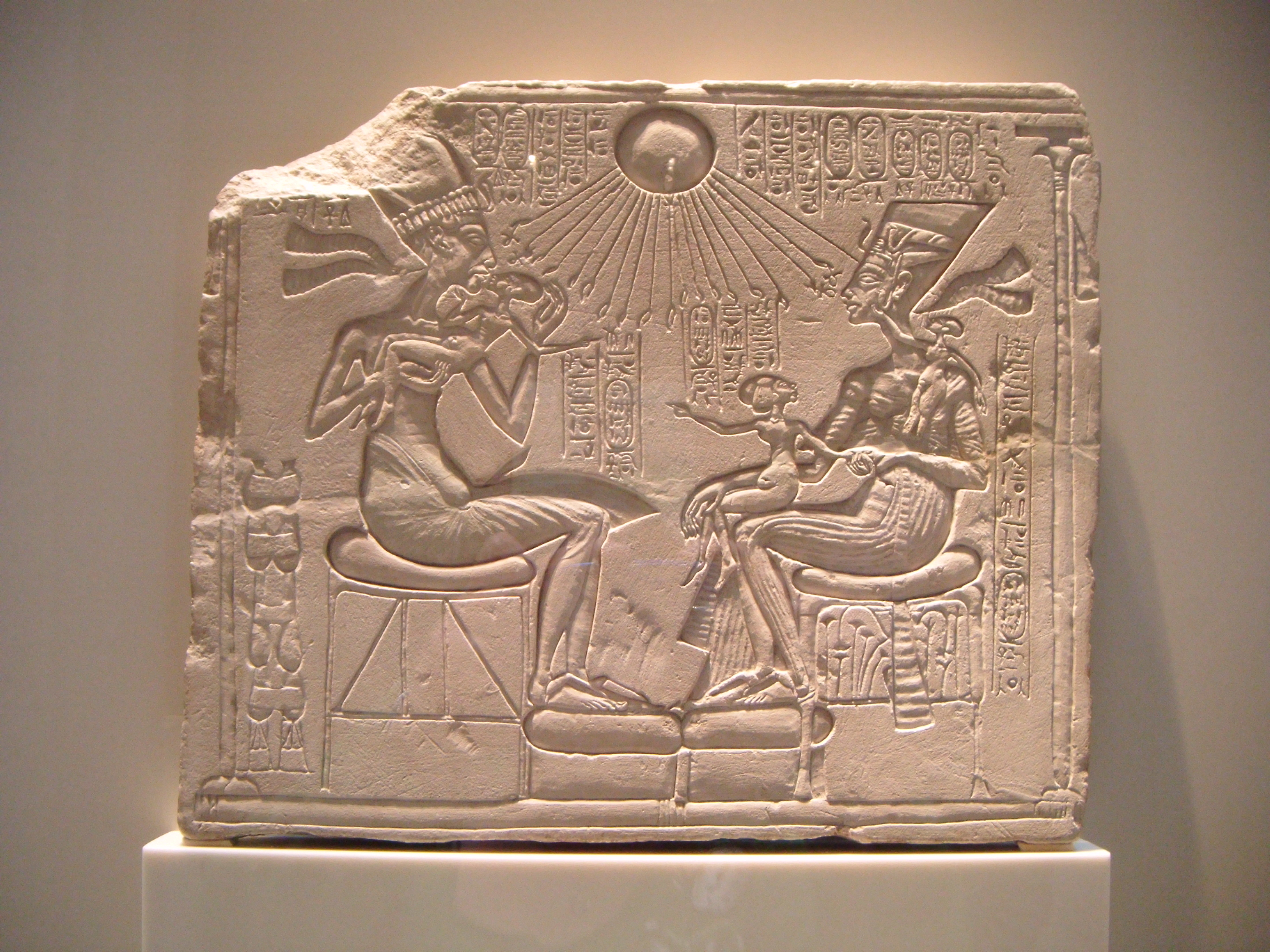
Familiescène, Achnaton, Nefertiti en drie van hun dochters
Kalksteentablet uit het Nieuwe Koninkrijk, Amarna
(ca. 1350 v.Chr.), Ägyptisches Museum Berlin

### Kinderen

#### Dochters
De eerste afbeeldingen van Nefertiti en haar dochters zijn terug te vinden in Thebe. In het beschadigde graf (graf TT188, in de necropolis van El-Khokha in Thebe) van Achnatons kamerheer Parennefer wordt Amenhotep IV vergezeld door een koninklijke dame van wie men denkt dat het Nefertiti is. De koning en koningin worden getoond terwijl ze Aton aanbidden. In de tijd dat Amenhotep nog resideerde in Thebe liet hij ook een aantal tempels bouwen in Karnak. Een van die tempels, het huis van Benben was opgedragen aan Nefertiti. Ze werd afgebeeld met haar oudste dochter Meritaton en in sommige scènes werd ook de tweede dochter Meketaton afgebeeld. Hier werden, naast de taferelen die Nefertiti voorstellen als koningin die haar echtgenoot vergezelt, ook al afbeeldingen gevonden die Nefertiti voorstellen in acties die normaal aan de heerser waren voorbehouden zoals het bestraffen van gevangenen.
Wanneer haar huwelijk met Amenhotep IV of Achnaton plaatsvond is niet met zekerheid vastgesteld, zelfs niet of dit voor of na de troonsbestijging van Amenhotep IV was. Wel staat vast dat Nefertiti in de eerste regeringsjaren van Amenhotep al twee dochters had namelijk Meritaton (1356 v.Chr.) en Maketaton. Deze twee dochters zijn terug te vinden op de grenssteles van de stad Achetaton (de horizon van Aton), de stad die gesticht werd in het vijfde jaar van de regering van Achnaton. Nadien kreeg het koninklijk paar nog vier dochters namelijk Anchesenamon in het zevende regeringsjaar, en voor het twaalfde regeringsjaar volgden nog Neferneferuaton, Neferneferure (jaar 9 -10) en Setepenre(jaar 10-11). In een ander graf, dat van de gouverneur van Thebe Ramose zien we Nefertiti achter Amenhotep in een ceremonie ter ere van de gouverneur.

#### Toetanchamon
Tegenwoordig wordt dikwijls aangenomen dat de enige zoon van Achnaton, Toetanchamon, geen kind van Nefertiti was. Recent DNA-onderzoek toonde aan dat hij de zoon zou geweest zijn van Achnaton en diens zus waarnaar verwezen wordt als de Younger Lady. Uit hetzelfde onderzoek blijkt dat Achnaton en de Younger Lady beiden kinderen waren van Amenhotep III en koningin Tiy en dus volle broer en zus. Maar om correct te zijn moet men eigenlijk mummie KV55 en KV35YL zeggen in plaats van Achnaton en de Younger Lady en er zijn natuurlijk nog volop speculaties aan de gang wie KV55 geweest is. Zahi Hawass associeert de mummie met Achnaton en de antropoloog Joyce Filer identificeert de mummie met Smenchkare uit de 18e dynastie. In beide gevallen zou dit Nefertiti en Kiya uitsluiten als kandidaten voor vereenzelviging met de Younger Lady omdat geen van beiden de titel voerden van zuster van de koning” of dochter van de koning.
Maar KV35YL wordt ook vereenzelvigd met Meritaton de oudste dochter van Nefertiti en echtgenote van Smenchkare gebaseerd op de allelen geërfd door Toetanchamon. Meritaton zou dan getrouwd zijn met haar oom zodat Toetanchamon dan een kleinzoon langs moeders zijde van Achnaton zou zijn. Maar omdat de Younger Lady het mitochondriaal DNA van Teye of haar moeder Thuya heeft, zou dit betekenen dat ook Nefertiti een mitochondriale relatie met Thuya zou moeten hebben.
Men heeft zelfs gesuggereerd dat KV35YL eigenlijk Nefertiti zou zijn. Dit zou betekenen dat Achnaton met zijn zus trouwde en dat zij de ouders van Toetanchamon zouden zijn. Nefertiti zou dan dezelfde persoon zijn als Smenchkare en die naam hebben aangenomen toen zij het rijk overnam na de dood van Achnaton (zie ook de sectie Koningin).

### Koningin
In zijn vierde regeringsjaar brak Amenhotep met de Amoncultus en ging over op de monotheïstische Atoncultus. In zijn vijfde regeringsjaar wijzigde hij zijn naam in Achnaton (de levende geest van Aton) en werd Nefertiti’s naam uitgebreid tot Neferneferuaton-Nefertiti. Nefer-neferu-aton staat voor: diegene waarin de volmaaktheid van Aton volmaakt is. Het koninklijk paar en hun hofhouding vestigden zich in de nieuwe hoofdstad Achetaton.
Nefertiti speelde een belangrijke rol zowel in het politieke als in het religieuze leven tijdens de regering van Achnaton. De al algemeen sterke positie van de vrouw in het oude Egypte werd door Achnaton nog verder uitgebreid. Nefertiti werd blijkbaar door hem minstens symbolisch betrokken bij het uitoefenen van de macht. De blauwe kroon die ze draagt op de beroemde buste in het Neues Museum van Berlijn werd voor haar ontwikkeld als een tegenhanger van de chepresch, de overwinningskroon van de farao. Ze werd ook meermaals afgebeeld bij handelingen die normaal voorbehouden waren aan de farao.
Inscripties in de graven van Huya en Meryre die werden gedateerd op het twaalfde jaar, de tweede maand en de achtste dag tonen een huldiging van het koningspaar door de volkeren van het noorden (Kharu: Syrië en Palestina) en die van het zuiden (Koesj: Nubië) die geschenken aanbrengen voor Achnaton en Nefertiti. De taferelen in beide graven stellen hetzelfde voor maar zijn verschillend. In het graf van Huya, de hofmeester van koningin Teye zien we het koninklijke paar die in hun gouden draagstoel naar de plechtigheid gebracht worden, in het graf van Meryre, de hofmeester van Nefertiti, werd Achnaton afgebeeld met Nefertiti en hun zes dochters die de plechtigheid volgen gezeten in een kiosk. Omstreeks die tijd zou ze zijn aangesteld tot co-regente met een status gelijk aan die van de farao. Dit wordt onder meer bevestigd door het feit dat haar naam is aangetroffen met de volle koninklijke cartouche eromheen, en niet die van een koningin.
Men heeft lang gedacht dat na het 14e jaar van de regering van Achnaton, Nefertiti volledig uit beeld was verdwenen. Allerlei theorieën hierover werden druk bediscussieerd door de egyptologen. Zo heeft men gedacht, op basis van een aantal oesjabti fragmenten met inscripties over Nefertiti, dat ze was overleden tijdens een epidemie. Een andere theorie stelde dat ze in ongenade was gevallen en vervangen door Kiya. Maar de vrijwillige vernieling van inscripties op monumenten voor een koningin van Achnaton bleken na grondig onderzoek betrokken te zijn op deze Kiya wier naam vervangen werd door Meritaton.
Maar een recente ontdekking van Athena Van der Perre, egyptologe aan de KU-Leuven toont aan dat Nefertiti in het zestiende regeringsjaar van Echnaton, in het seizoen van de overstromingen (Akhet) nog leefde als "de grote koninklijke gemalin, zijn geliefde, de dame van de twee landen, Neferneferuaten Nefertiti". Van der Perre ontcijferde een tekst in het hiëratisch die werd aangetroffen in een steengroeve in Dayr Abu Hinnis, waar stenen werden gekapt voor de bouwprojecten van Echnaton in Achetaton. De tekst die met okerverf op de rots is geschilderd stamt uit het zestiende regeringsjaar van Achnaton en noemt Nefertiti als de gemalin van Achnaton. Deze ontdekking zet alle theorieën over het verdwijnen van Nefertiti op de helling.
Sommige onderzoekers denken dat Nefertiti zelf als farao geregeerd zou hebben na de dood van Achnaton als farao Neferneferuaton. Neferneferuaton was een vrouwelijke farao die geregeerd heeft van 1334 tot 1332 v.Chr. tussen de dood van Achnaton en de regeerperiode van Toetankhamon. Ook na het aantreden van Toetankhamon zou ze nog invloed hebben uitgeoefend. Het is zeer waarschijnlijk dat ze stierf voor Toetankhamon zijn originele naam Toetankhaton wijzigde als teken dat de Amon-cultus in ere was hersteld en Thebe weer als hoofdstad werd gebruikt.

### Dood
Er zijn heel wat theorieën over het overlijden en de begrafenis van Nefertiti, maar tot op heden is er geen enkel materieel bewijs gevonden. De kans is groot dat Nefertiti oorspronkelijk in Achet-Aton begraven werd, maar dat haar mummie later naar de Vallei der Koningen bij Thebe werd overgebracht, zoals die van haar echtgenoot Achnaton. Er zijn twee mummies gevonden die in de loop der tijden als de mummie van Nefertiti werden aangezien, maar van deze toewijzingen is men vandaag teruggekomen.
De eerste was de Younger Lady, die uitvoerig in de sectie Toetanchamon behandeld wordt. De tweede werd de Elder Lady genoemd en werd op haar beurt met Nefertiti geassocieerd. Men schatte op basis van het gebit dat de mummie van een vrouw midden in de dertig of vroeg in de veertig was, wat overeenkwam met de geschatte overlijdensleeftijd van Nefertiti. Bovendien vond men een gelijkenis tussen onafgewerkte bustes van de koningin en de mummie. Maar recente DNA-testen wezen uit dat het DNA van de mummie zeer nauw aanleunt tegen het DNA van een haarlok van koningin Teye die in het graf van Toetanchamon gevonden werd en dat het dus naar alle waarschijnlijkheid over haar gaat. Op 11 augustus 2015 liet de Engelse archeoloog Nicholas Reeves weten aanwijzingen te hebben dat Nefertiti verborgen ligt achter de tombe van haar zoon Toetanchamon die via een dichtgemetselde gang te bereiken is.

## Buste
Een borstbeeld van Nefertiti, naar wordt aangenomen gemaakt door de beeldhouwer Thoetmoses, staat in het Neues Museum in Berlijn. De buste werd ontdekt door Ludwig Borchardt in 1912 in wat eens het atelier geweest was van de beeldhouwer Thoetmoses in el-Amarna. Het beeld wordt gedateerd op ca. 1340 v.Chr. Behalve het ontbrekende linkeroog, een kleine beschadiging aan de blauwe kroon en aan de oren is het borstbeeld intact gebleven. De buste is een prachtig voorbeeld van het kunnen van de Egyptische kunstenaars in het realistisch weergeven van het menselijk gezicht, alleen de ogen zijn een beetje gestileerd. Het compleet ontbreken van haar is uniek voor Egypte tot aan de Amarna-periode.
Een onderzoek met computertomografie in 1992 toonde aan dat de buste bestaat uit een kern van kalksteen die met verscheiden lagen stucco is bepleisterd. De complexe meerlagige constructie was voldoende om theorieën over een moderne vervalsing met hedendaagse technieken naar de prullenmand te verwijzen. Dit onderzoek toonde ook aan dat er substantiële verschillen waren tussen de trekken van de kern en van het beeld zoals het er aan de buitenkant uitziet, maar het binnenbeeld was geenszins een onpersoonlijk model dat door de bovenliggende stucco laag gepersonaliseerd werd, maar een origineel en precies uitgevoerd kunstwerk.

## Varia
In 2007 publiceerde de Amerikaanse schrijfster Michelle Moran de historische roman Nefertiti over het leven van deze koningin en haar zuster Mutnedjmet en de intriges in en rond haar paleis.

## Nefertiti in film
- Nefertiti, regina del Nilo (1961); Italiaans historisch drama van regisseur Fernando Cerchio. Nefertiti wordt gespeeld door de Amerikaanse actrice Jeanne Crain.
- Nefertiti, figlia del sole (1995); Italiaans historisch drama van regisseur Guy Gilles. Nefertiti wordt gespeeld door de Italiaanse actrice Michela Rocco di Torrepadula.